# Sopdu
Sopdu war eine Gottheit der altägyptischen Mythologie. Er war der Gott der Wüste des Ostens.

## Darstellung
Bis ins Alte Reich wurde Sopdu gar nicht dargestellt, sondern nur bei seinem Namen genannt. In der Frühzeit bestand dieser nur aus dem Gardiner-Zeichen M44, das einen nach oben zeigenden, spitzen Dorn oder Zahn mit der Lesung Seped/Soped darstellt. Während der 2. Dynastie wurde diesem das Zeichen G43 (ein Wachtelküken) mit dem Lautwert u hinzugefügt, was in seiner Funktion als Suffixpronom „der Eine“ bedeutet. Daraus ergibt sich eine Lesung als Sopdu, was „Der Scharfe“ oder „Der an der Spitze“ bedeutet. 
Die erste gestaltliche Darstellung von Sopdu erscheint erst während der 5. Dynastie, so zum Beispiel im Sonnenheiligtum des Sahure zu Saqqara. Nun erscheint er, getreu dem Kanon der altägyptischen Reliefkunst, als athletisch-schlanker Mann in schreitender Pose im Lendenschurz und mit hoher Federkrone. Vor seinem Kopf steht sein Beiname „Herr der Fremdländer“ (alt-ägypt. Neb-chastiu). Ab dem Mittleren Reich konnte er auch als Mann mit Falkenkopf und Federkrone erscheinen. In den Hieroglyphentexten wurden seine Namen (Eigen- wie Beiname) mit dem Determinativ einer Falkenmumie mit Federkrone (Gardiner-Zeichen G13) abgeschlossen.

## Mythologie
Sopdu wurde als Wüsten- und Berggott verehrt und galt als Schutzpatron der Beduinen und Karawanen der östlichen Grenzen, besonders zum Sinai hin. Er war somit gewissermaßen das „östliche Gegenstück“ zu den Göttern Asch, Seth und Ha. Er galt als „Herr der Fremdländer“ und gab diese unter die Herrschaft des ägyptischen Königs (Pharao). Hauptkultort war der Ort Hut-nebes im 20. unterägyptischen Gau. In den Pyramidentexten der Könige Unas und Teti II. wird Sopdu als „Stern im Horizont des Ostens“ (Venus) bezeichnet. Die Pyramidentexe beschreiben, wie Sopdu den verstorbenen König vor den zerstörerischen Chamsin des Seth warnt und gemeinsam mit Horus, Thot und Geb über Seth nach dessen Angriff auf Osiris richtet.
Im Mittleren Reich werden die „Zähne der Verstorbenen“ mit Sopdu gleichgesetzt, die nach dem Tod „vor ihn treten mussten“. Auch war Sopdu einer der vier Götter, die den heiligen Schrein befestigten und „Veranlasser des Ruderns von Nut, wenn die Stunde vor der Sehtpenes-Stunde beginnt.“ In späteren Quellen (etwa ab dem Neuen Reich) wird Sopdu als Bezwinger von Apophis und „Herr über die nordöstlichen Rebellen des Hathor-Tempels“ genannt. 
Sopdu war zugleich der Name von Behedeti und Schu, weshalb er in der Spätzeit zu Hor-Sopdu verschmolz. Im Verlauf der griechisch-römischen Zeit galt Sopdu als Chronokrat der Periode Schemu I im Sothis-Kalender, dem Beginn der Ernte. Infolge der jahreszeitlichen Verschiebung wanderte sein Tag im bürgerlichen Kalender vom 29. Achet IV über 16. Peret III bis zum 25. Schemu I.

## Belege
Sopdu wurde bereits in der 1. Dynastie verehrt. Er erscheint auf Elfenbeinplaketten aus dem Grab des Königs Djer. Dort wird ein Fest des Sopdu erwähnt. Schon zu dieser Zeit gab es einen fest etablierten Kult um Sopdu, welcher seinen Hauptsitz in einer Stadt namens Iput hatte. Die genaue Lage dieses Ortes ist unbekannt, wird aber im Nildelta vermutet. Seine Verehrung ist auch in Edfu und den Grenzbereichen von Nubien belegt. Dort bildete Sopdu als Sohn von Sopdet und Sah eine mit Osiris, Isis und Horus vergleichbare Triade.